# 19246 Megumisasaki
19246 Megumisasaki este o planetă minoră (asteroid), cu un diametru de 3,288 km, din centura de asteroizi. A fost descoperită pe 14 martie 1994 la Mount Nyūkasa⁠(d) de Masanori Hirasawa⁠(d). 
Obiectul prezintă o orbită caracterizată de o semiaxă mare de 2,3699355 UAi, o excentricitate de 0,17, o înclinație de 3,02046 ° în raport cu ecliptica.